# Badenweiler
Badenweiler (care se citește aproximativ 'Ba-dăn-vai-lăr) este o localitate balneară din munții Pădurea Neagră (Schwarzwald) în districtul Breisgau-Hochschwarzwald, landul Baden-Württemberg, Germania. Aici a murit, în anul 1904, marele scriitor rus Anton Cehov.
1. ↑   http://www.statistik.baden-wuerttemberg.de/BevoelkGebiet/Bevoelkerung/01515020.tab?R=GS315007 Lipsește sau este vid: |title= (ajutor)